# Groupement régional d'animation et d'information sur la nature et l'environnement
Pour les articles homonymes, voir Graine (homonymie).
 (février 2023).
Si vous disposez d'ouvrages ou d'articles de référence ou si vous connaissez des sites web de qualité traitant du thème abordé ici, merci de compléter l'article en donnant les références utiles à sa vérifiabilité et en les liant à la section « Notes et références ».
Les GRAINE (acronyme de Groupement Régional d'Animation et d'Initiation à la Nature et à l'Environnement) sont des association loi de 1901 présentes dans de nombreuses régions françaises. Ces structures rassemblent, à l’échelle régionale, une diversité d'acteurs investis dans l’éducation à l'environnement et au développement durable : animateurs, enseignants, chercheurs, associations, collectivités locales, établissements publics, administrations, professionnels indépendants, syndicats, etc.
Chaque GRAINE fonctionne de manière autonome à l’échelle régionale. Un GRAINE fédère souvent des associations départementales également impliquées dans l'EEDD et contribue à structurer et développer les actions d’éducation à l’environnement sur son territoire.
Les réseaux territoriaux mettent en œuvre une panoplie d'actions dans le domaine de la représentation, de la formation et de l'emploi, des ressources pédagogiques en environnement, de la mutualisation et de la communication. Les réseaux régionaux et départementaux sont reconnus par les partenaires publics - qui comptent parfois parmi les membres associés des réseaux.

## Les GRAINES
| Région                     | Nom de l'association                                    |
| -------------------------- | ------------------------------------------------------- |
| Auvergne-Rhône-Alpes       | GRAINE Auvergne-Rhône-Alpes                             |
| Bourgogne-Franche-Comté    | GRAINE Bourgogne-Franche-Comté                          |
| Bretagne                   | REEB (Réseau d'Éducation à l'Environnement en Bretagne) |
| Centre-Val de Loire        | GRAINE Centre-Val de Loire                              |
| Grand Est                  | GRAINE Lorraine du Grand Est                            |
| Hauts-de-France            | GRAINE Hauts-de-France                                  |
| Île-de-France              | GRAINE Île-de-France                                    |
| Normandie                  | GRAINE Normandie                                        |
| Nouvelle-Aquitaine         | GRAINE Nouvelle-Aquitaine                               |
| Occitanie                  | GRAINE Occitanie                                        |
| Pays de la Loire           | GRAINE Pays de la Loire                                 |
| Provence-Alpes-Côte d’Azur | GRAINE Provence-Alpes-Côte d’Azur                       |
| Guyane                     | GRAINE Guyane                                           |
| La Réunion                 | Réseau GRANDDIR                                         |
| Mayotte                    | Réseau EEDD Mayotte                                     |

## Coordination nationale
Bien que les GRAINE soient des associations autonomes à l'échelle régionale, elles collaborent au niveau national au sein de deux structures principales : le FRENE et le CFEEDD.

### FRENE (Réseau français d’éducation à la nature et à l’environnement)
Le FRENE, anciennement connu sous le nom de Réseau École et Nature, est une association loi de 1901 fondée en 1983. Elle a pour objectif de structurer et d'animer le réseau des acteurs de l'éducation à la nature et à l'environnement en France. Le FRENE regroupe plus de 2 000 associations et 29 réseaux territoriaux reconnus en éducation à l'environnement et au développement durable, comme les GRAINE. 

### CFEEDD (Collectif Français pour l'Éducation à l'Environnement vers un Développement Durable)
Le CFEEDD est une association loi de 1901 fondée en 2002. Il regroupe des organisations de la société civile engagées dans l'éducation à l'environnement et au développement durable (EEDD) en France. Le CFEEDD agit comme une plateforme de dialogue, de coordination et de représentation pour ses membres, en élaborant des orientations politiques et des propositions techniques visant à développer l'EEDD à l'échelle nationale et internationale. 
Il est à noter que, historiquement, les deux structures ont été dirigées par les mêmes personnes.